# Velutinopsis
Velutinopsis is een geslacht van uitgestorven weekdieren uit de klasse van de Gastropoda (slakken).

## Soorten
- Velutinopsis nobilis (Reuss, 1868) †
- Velutinopsis rugosa (Gorjanović-Kramberger, 1901) †
- Velutinopsis transiens Moos, 1944 †
- Velutinopsis velutina (Deshayes, 1838) †